# عبد الحكيم بن عثمان
عبد الحكيم محمد بن عثمان ، (17 يونيو 1986 -) إعلامي ليبي، متحصل على دبلوم متخصص من مركز الجزيرة للتدريب والتطوير عام 2013 تخرج بشهادة دبلوم عالي من معهد أفريقيا السمراء لتقنيات الكمبيوتر ودرس بالمركز العالي لثقنيات الفنون والاعلام بطرابلس بعد أن غير مسار دراسته من كلية الزراعة قسم الأحياء المائية -الزراعات المائية بجامعة طرابلس «الفاتح سابقا»،

## حياته
بدأ حياته الأعلامية منذ الصغر حيث كان مشاركا في البرامج المسموعة ومسلسلات الأطفال تم انتقل في مرحلة أخرى من عمره الي مجال كتابة المقالات القصيرة تم عمل في الدعاية والإعلان ب مكتب صحيفة اويا للدعاية والإعلان بطرابلس

## عمله
وقد عمل بن عثمان في قناة (الشبابية) لمدة قاربت السنتين ونصف حيث كان معدا للبرنامج الصباحي اليومي (صباح الشبابية)، إلى جانب إعداد البرنامج الصحافي (نقلا عن) تم كان رئيس تحرير برنامج (صباح الشبابية) لينشغل فترة فيه، ومن البرامج التي اعدها بن عثمان (موعد مع النجاح),(هن وهو)، (شواغل الناس)، (هيا أطفال)، بالإضافة الي الحلقات الخاصة والسهرات الي جانب اعداده وتقديمه لبرنامج (رمضان والناس) في رمضان 2010.
ثم توقف عن العمل لفترة بعد قيام ثورة 17 فبراير، حيث ترك العمل ومن تم اعتقل من قبل كتائب نظام القذافي، ليضرب ويعذب، تم أطلق سراحه، فغاب عن الأنظار تم اتجه الي تونس ليعود مع تحرير طرابلس ليفتتح القناة الوطنية ليقول فيها للمرة الأولى بعد 42 عاما (هنا راديو ليبيا) وانظم إلى قناة (ليبيا الفضائية) وقدم بها العديد من البرامج والحلقات التلفزيونية والمسموعة، كما عاد إلى قناة (ليبيا الشبابية) بعد أن أعيد افتتاحها (راديو) ليقدم برنامجا مسموع (جمعتك مباركة) يبث كل جمعة، رفقة الإعلامي عبد الرحيم المغربي وثم في قناة (ليبيا الرسمية) مقدما للبرامج، حيث سلط الضوء علي المواضيع الاجتماعية ومواضيع التي تخص الناس وأسر الشهداء والمفقودين عبر برنامج «المحور» ثم البرنامج السياسي «حديث الساعة» ونشرات الاخبار
تم انتقل للعمل في القطاع الخاص في قناة العاصمة الفضائية وقدم برامج عدة منها «استوديو العاصمة» وبرنامج «لقاء مفتوح» وحلقات وسهرات عدة،
تحصل علي تدريب مكثف في مركز الجزيرة للتدريب والتطوير في الدوحة لمئة واربعين ساعة تدريب في مجال تركيز الصوت والتقديم التلفزيوني البرامحي والأخباري، على يد أبرز معلميها حيث أشرف على تدريبه الأستاذ محمد كريشان كما قام بتدريبه الصحفي نزيه الأحدب والصحفي لقمان همام وكذلك بيبة ولد مهادي
عمل ضمن فريق تأسيس قناة النبأ الاخبارية عام 2013 التي قدم فيها عددا من البرامج ابرزها «مواجهة» حيث استضاف نخبة من السياسيين الليبيين وكذلك برنامج «يوم جديد» و«رأي عام»
بعد دخول ليبيا في صراع مسلح وانقسام سياسي عام 2014 توجه إلى تركيا ثم إلى الأردن وانخرط بعد توقف دام عام كاملا في العمل ضمن قناة 218 و218نيوز وقدم فيها عدة برامج اشتهر في برنامج «وجوه» ثم «سيرة» كما قدم برنامج «لبلاد» المسائي وLIVE الإخباري وأجرى لقاءات خاصة مع نخبة من الشخصيات الليبية والعربية